# Bão Bud (2018)
Bão Bud là một cơn bão nhiệt đới mạnh mẽ tạo ra lượng mưa lớn và lũ quét trên khắp Tây Bắc México và Tây Nam Hoa Kỳ. Bud bắt nguồn từ một làn sóng nhiệt đới vào Đông Bắc Thái Bình Dương vào cuối ngày 5 tháng 6. Hệ thống di chuyển về phía tây bắc và được tổ chức đều đặn, trở thành áp thấp nhiệt đới vào cuối ngày 9 tháng 6 và bão nhiệt đới vào ngày hôm sau với cái tên là Bud. Gió mạnh cấp trên và độ ẩm dồi dào cho phép bão nhanh chóng tăng cường cơn bão vào cuối ngày 10 tháng 6 và tiếp tục đến một cơn bão lớn vào ngày 11 tháng 6. Bud cuối cùng đạt đỉnh vào sáng hôm sau với sức gió tối đa 140 dặm/giờ (220 km/h) và áp suất khí quyển tối thiểu là 943 mbar (hPa; 27,99 inHg). Nó bị cong về phía bắc trong khi điều kiện nước biển mát phía Bắc nhanh chóng ảnh hưởng tới nó, khiến cho khi tiến vào Baja California Sur thì nó suy yếu xuống một cơn bão nhiệt đới tối thiểu vào cuối ngày 14 tháng 6. Vào ngày hôm sau, tương tác đất và tăng cường gió khiến Bud giảm xuống mức thấp còn lại, Bud tiêu tan hoàn toàn vào ngày 16 tháng 6.

## Lịch sử khí tượng học

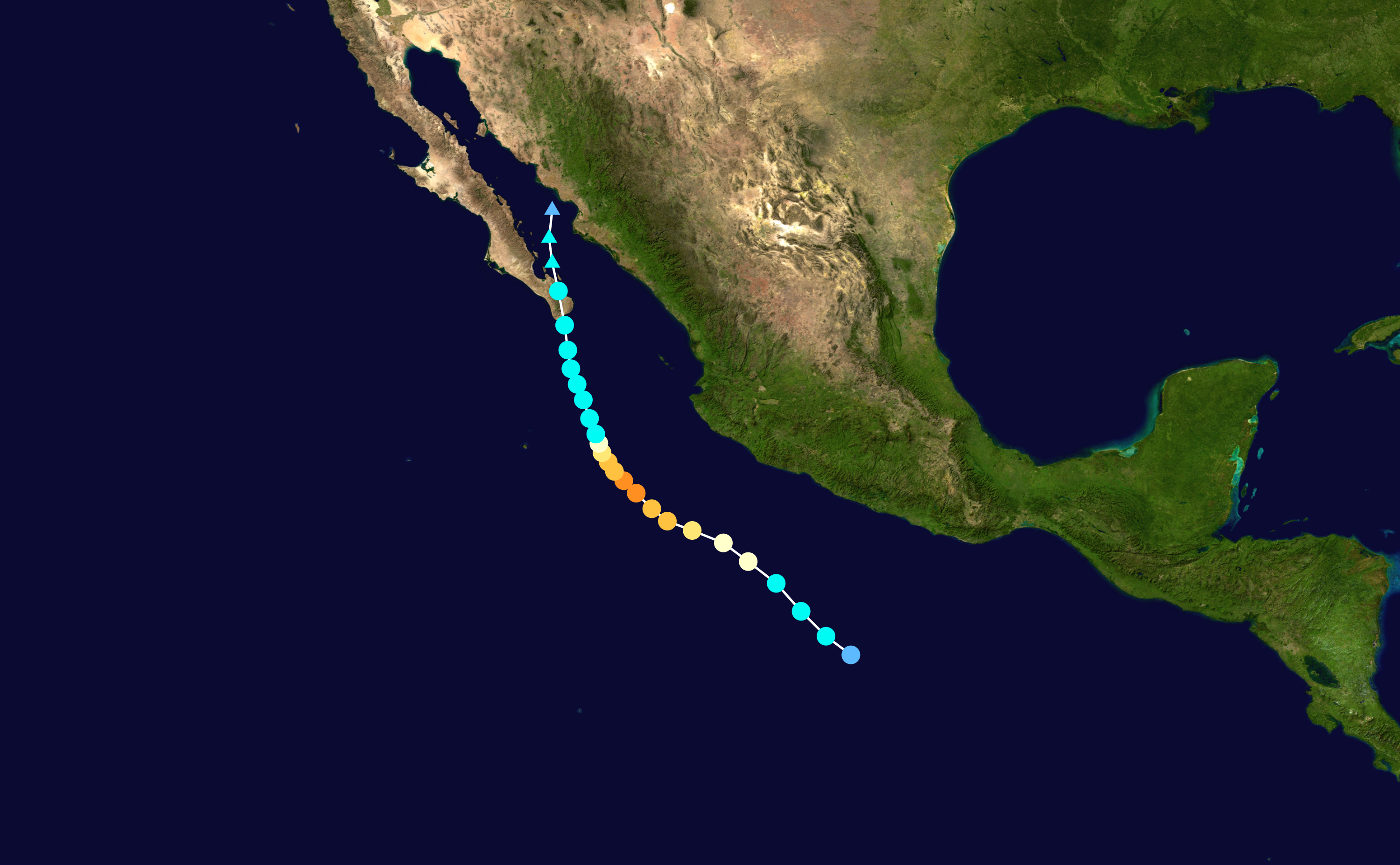
Lịch sử khí tượng Bão Bud

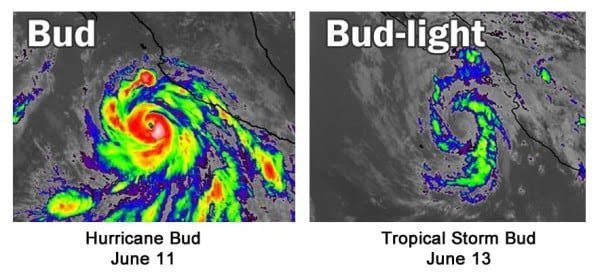
So sánh ảnh vệ tinh hồng ngoại bão Bud lúc là một cơn bão loại 3 và mạnh lên và lúc đang là bão nhiệt đới Bud đang suy thoái dần

Bão Bud bắt nguồn từ một cơn sóng nhiệt đới rời bờ biển phía tây châu Phi vào ngày 29 tháng 5. Sóng di chuyển về phía tây qua các vĩ độ thấp ở Đại Tây Dương nhiệt đới với rất ít sự đối lưu trong vài ngày tới. Cuối ngày 6 tháng 6, sóng nhiệt đới vượt qua Bắc Nam Mỹ và tiến vào Đông Bắc Thái Bình Dương. Tuy nhiên, Trung tâm Bão quốc gia (NHC) đã cảnh báo về khả năng phát triển nhiệt đới trong thời gian kể từ ngày 4 tháng 6. Mặc dù có gió cắt mạnh ở phía trên, nhưng sự xáo trộn bắt đầu từ từ tổ chức vào cuối ngày 7 tháng 6 .Vào ngày hôm sau, cơn bão hoạt động tăng lên đáng kể một vài trăm dặm về phía nam-tây nam của Vịnh Tehuantepec do sóng Kelvin trôi qua, với vùng áp thấp hình thành sớm vào ngày 9. Sâu đối lưu quấn quanh hình bán nguyệt phía tây và phía nam của một lưu thông ngày càng được xác định, khiến NHC để chỉ hệ thống như một áp thấp nhiệt đới lúc 21:00 UTC cùng ngày, áp thấp nhiệt đới cách khoảng 365 dặm (590 km) về phía nam của Zihuatanejo, Guerrero. Khi gió cắt trên cao giảm, dòng chảy phía trên trên được cải thiện và một số dải đối lưu cực mạnh kết hợp xung quanh cơn bão mới hình thành; nó tăng cường thành Bão nhiệt đới sáu giờ sau khi hình thành.
Với một rìa áp cao trung bình dẫn đường bão trên khắp Mexico, Bud đi theo hướng tây bắc trong vài ngày tới. Đám mây của cơn bão được tổ chức dày đặc ở trung tâm vào đầu ngày 10 tháng 6, và hình ảnh vi sóng cho thấy sự hình thành của một con mắt tầm trung. Trong điều kiện môi trường thuận lợi, NHC lưu ý khả năng bão tăng cường nhanh chóng, đặc biệt là khi lõi bên trong được cải thiện về cấu trúc. Đến 18:00 UTC ngày 10 tháng 6, một đôi mắt méo mó, trở nên rõ ràng không liên tục trên hình ảnh vệ tinh có thể nhìn thấy và Bud được nâng cấp thành cơn bão cấp 1. Một giai đoạn tăng cường đột ngột đã nhanh chóng đưa cơn bão lên cường độ 2 vào lúc 06:00 UTC vào sáng hôm sau, nhưng quá trình này tạm thời chững lại khi mắt bão trở nên kém khác biệt. Bud cuối cùng đạt được cường độ loại 3 vào lúc 12:00 UTC. Sau đó, vòng đối lưu mắt và nhiệt độ của mắt bão tăng lên. Sau khi duy trì mắt trong vài giờ, Bud đã đạt được cường độ cực đại như một cơn bão lớn cấp 4 trên thang gió bão Saffir-Simpson, với sức gió 140 dặm / giờ (220 km / giờ) và áp suất khí quyển tối thiểu 943 mbar (hPa; 27,85 inHg), lúc 00:00 UTC ngày 12 tháng 6.
Bão dù thể hiện các dao động hình tam giác là điển hình cho các cơn bão lớn, Bud vẫn tiếp tục di chuyển theo hướng bắc-tây bắc sau khi đạt cực đại.Nước bề mặt biển dần lạnh đi và nhiệt đại dương giảm dần dẫn đến việc nước biển lạnh ở dưới cơn bão dẫn đến bão bị mất năng lượng,giảm nhanh sự đối lưu trung tâm. Bud sau đó bắt đầu suy yếu, giảm xuống cường độ Loại 1 vào lúc 06:00 UTC vào ngày 13 tháng 6 khi mắt nó biến mất. Bud tiếp tục suy yếu, rơi vào tình trạng bão nhiệt đới 6 giờ sau đó. Lốc xoáy sau đó chững lại trong sức mạnh khi nhiệt độ đại dương nổi lên bên dưới nó giảm. Bud đổ bộ gần Cabo San Lucas ngay sau 02:00 UTC vào ngày 15 tháng 6, với sức gió 45 dặm / giờ (75 km / giờ), trước khi tiến vào Vịnh California. Cắt gió mạnh và tương tác trên đất liền đã làm giảm cơn bão xuống mức thấp còn lại là 12:00 UTC. Vào ngày 16 tháng 6 lúc 06:00 UTC, tàn dư của Bud đã tan biến.
| Giờ (tính theo UTC) | Ngày (tính theo UTC) | Tháng (tính theo UTC) | Vị trí         | Vị trí             | Tốc độ gió (1 phút-mph) | Áp suất tốt thiểu ở trung tâm(hPa-mb) | Cấp bão |
| Giờ (tính theo UTC) | Ngày (tính theo UTC) | Tháng (tính theo UTC) | Vĩ độ (vĩ Bắc) | Kinh độ (kinh Tây) | Tốc độ gió (1 phút-mph) | Áp suất tốt thiểu ở trung tâm(hPa-mb) | Cấp bão |
| ------------------- | -------------------- | --------------------- | -------------- | ------------------ | ----------------------- | ------------------------------------- | ------- |
| 21                  | 9                    | 6                     | 12,4           | 101,6              | 35                      | 1006                                  | TD      |
| 3                   | 10                   | 6                     | 12,9           | 102                | 40                      | 1003                                  | TS      |
| 21                  | 10                   | 6                     | 15,3           | 104,2              | 75                      | 0987                                  | C1      |
| 9                   | 11                   | 6                     | 16,3           | 106,1              | 105                     | 0970                                  | C2      |
| 15                  | 11                   | 6                     | 16,8           | 117,8              | 120                     | 0955                                  | C3      |
| 9                   | 12                   | 6                     | 18,1           | 108,2              | 135                     | 0948                                  | C4      |
| 15                  | 12                   | 6                     | 18,4           | 108,4              | 125                     | 0950                                  | C3      |
| 3                   | 13                   | 6                     | 18,7           | 108,6              | 90                      | 0973                                  | C1      |
| 12                  | 13                   | 6                     | 19,1           | 108,8              | 70                      | 0990                                  | TS      |
| 3                   | 15                   | 6                     | 23,1           | 109,5              | 40                      | 1000                                  | TS      |
| 15                  | 15                   | 6                     | 25,3           | 110                | 35                      | 1002                                  | TD      |
| 21                  | 15                   | 6                     | 25,9           | 110,2              | 35                      | 1002                                  | L       |

## Tác động

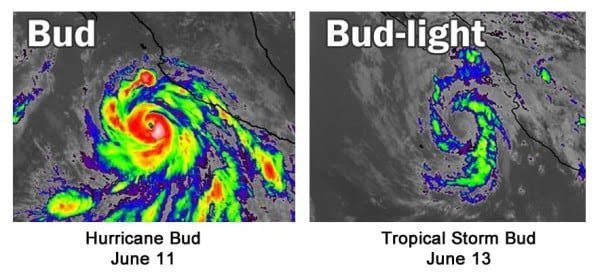
So sánh bão Bud khi bão đạt cường độ bão lớn và khi tiến gần vào bán đảo Baja California và yếu dần

### Mexico

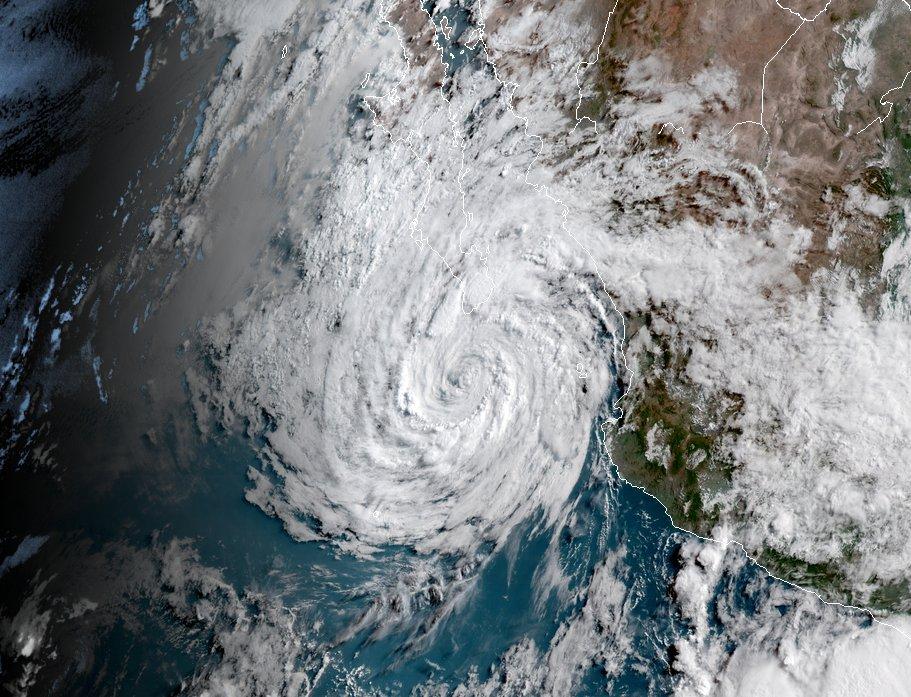
Bão Bud yếu dần đi và chuẩn bị đi vào bán đảo Baja California.

Khi Bud tăng cường khỏi bờ biển México, chính phủ Mexico đã ban hành một chiếc đồng hồ cảnh báo bão nhiệt đới từ Manzanillo đến Cabo Corrientes lúc 21:00 UTC vào ngày 10 tháng Sáu, với khả năng Bud có thể mang gió mạnh đến phần đó của bờ biển Mexico. Chiếc đồng hồ sau đó đã ngừng hoạt động lúc 21:00 UTC vào ngày 11 tháng 6 khi Bud bắt đầu rời khỏi khu vực. Sau đó, khi Bud được dự đoán sẽ đổ bộ vào bán đảo Baja California như một cơn bão nhiệt đới, cảnh báo bão nhiệt đới đã được ban hành cho phần lớn miền nam Baja California Sur vào ngày 13 tháng 6, bao gồm các thành phố La Paz và Cabo San Lucas. Khi Bud gần vùng đất đổ bộ, đồng hồ bão nhiệt đới mới được phát hành cho La Paz đến San Evaristo, cũng như từ Altata đến Huatabampo trên đất liền . Một cảnh báo màu da cam cũng được đặt cho điểm đến du lịch nổi tiếng của Los Cabos Municipality, nơi có khoảng 21.000 khách du lịch đang sống trong cơn bão. Những chiếc đồng hồ và cảnh báo này đã dần dần chấm dứt khi Bud di chuyển xa hơn vào Vịnh California và suy yếu đến một áp thấp nhiệt đới vào ngày 15 tháng 6.
Bão nhiệt đới Bud đã hạ cánh gần Cabo San Lucas ngay sau 00:00 UTC vào ngày 15 tháng 6 với sức gió tối đa 45 dặm một giờ (75 km/h), [17] mang mưa lớn và gió mạnh tới Bán đảo Baja California phía nam. ] Một trạm thời tiết ở Cabo San Lucas ghi lại những cơn gió bền vững là 39 dặm một giờ (63 km/h) và một cơn gió mạnh tới 47 dặm một giờ (76 km/h). Một trạm khác ghi lại một cơn gió mạnh tới 66 dặm một giờ (106 km/h). Các trường học trong thành phố Los Cabos đã bị đóng cửa, và 10 chuyến bay tại sân bay quốc tế Los Cabos đã bị hủy bỏ, mặc dù sân bay đã hoạt động bình thường ngay sau đó. Các cảng trong khu đô thị cũng đã đóng cửa để bắt đầu từ ngày 13 tháng 6. Nhìn chung, thiệt hại được dự kiến sẽ thấp hơn đáng kể so với mức độ nghiêm trọng của cơn bão Odile bốn năm trước đó.

### Hoa Kỳ
Những tàn dư của Bud đã mang lượng hơi ẩm vào vùng Tây Nam Hoa Kỳ, mang lại lượng mưa cần thiết cho vùng bị hạn hán. Tucson, Arizona báo cáo lượng mưa đầu tiên kể từ ngày 28 tháng 2, với 0,17 in (4,3 mm) mưa vào ngày 15 tháng 6. cảnh báo lũ quét được phát hành cho các bộ phận của Arizona, New Mexico và phía tây nam Colorado.